# Kepler-9c
Kepler-9c és un dels primers set planetes extrasolars, exoplanetes, descoberts per la Missió Kepler de la NASA, i un d'almenys dos planetes que orbiten l'estrella Kepler-9. Kepler-9c i Kepler-9b van ser els primers exoplanetes confirmats que transiten la seva estrella. El descobriment del planeta va ser anunciat per l'equip de la Missió Kepler el 26 d'agost de 2010 després del seu descobriment inicial per part de Kepler. En aquest moment, va ser un dels 700 candidats planetaris que va assenyalar Kepler.
Les observacions del planeta han suggerit que es tracta d'un gegant gasós d'hidrogen-heli que és lleugerament més petit que Saturn, i que orbita prop de la seva estrella a 225 ua. Kepler-9c i b són notables pel fet que els planetes comparteixen un patró de ressonància orbital, en què l'òrbita de cada planeta estabilitza l'òrbita de l'altre. Durant el temps que va observar la nau espacial, l'òrbita del planeta, que dura aproximadament 38 dies, es va reduir en 39 minuts a cada període orbital a causa d'aquest efecte. La seva òrbita, amb el temps, oscil·la lleugerament per sobre i per sota d'una relació 2:1 amb el planeta b.

## Nomenclatura i història
Igual que amb la majoria dels exoplanetes, el nom "Kepler-9c" denota que és el segon planeta descobert en l'òrbita de l'estrella Kepler-9. La pròpia Kepler-9 va rebre el nom de la Missió Kepler, un projecte de la NASA orientat a descobrir planetes que estan en trànsit per les seves estrelles natals.
El planeta era un dels 700 candidats planetaris considerats per Kepler en els seus primers 43 dies de funcionament. Es va destacar com a part d'un dels cinc sistemes d'estrelles que semblava tenir múltiples planetes de trànsit. Kepler-9c i Kepler-9b van ser confirmats com els primers planetes descoberts per transitar la mateixa estrella.
Les estimacions inicials sobre la massa de Kepler-9c van ser refinades per les observacions de seguiment realitzades pel Telescopi Keck 1 a l'Observatori W. M. Keck a Mauna Kea, Hawaii. Keck va poder confirmar que Kepler-9c i Kepler-9b eren planetes que eren lleugerament més petits que el planeta Saturn.

## Característiques
Kepler-9c és un gegant gasós que és més petit i lleugerament menys massiu que el planeta Saturn. És aproximadament 0,171 MJ, o el 17% la massa del planeta Júpiter. També té un radi de 0.823 RJ, que fa que sigui lleugerament més petit (1,5%) que Saturn. El planeta és, de mitjana, situat 0,225 ua de l'estrella.
És probable que el planeta estigui format per hidrogen i heli. El planeta orbita en el mateix pla que Kepler-9b, un segon i més gran gegant de gas ubicat en el sistema Kepler-9. Mentre observava el planeta, l'equip de Kepler va notar que Kepler-9b i c orbitaven en una proporció 1:2, on Kepler-9b gira al voltant de la seva estrella cada 19 dies i Kepler-9c orbita cada 38 dies. L'atracció gravitacional que té cada planeta sobre l'altre, coneguda com a ressonància orbital, manté als planetes en una òrbita estable. Aquest fenomen és el primer del seu tipus vist fora del Sistema solar. Cada vegada que Kepler-9c completava una òrbita durant el període d'observació, el seu període orbital disminuïa en aproximadament 39 minuts. En algun moment, però, aquesta tendència es revertirà i la seva òrbita augmentarà. Les longituds de la seva òrbita oscil·laran lleugerament per sobre i per sota de la relació 2:1.